# Histoire de la pensée économique dans l'Islam médiéval

## Finances publiques
Plusieurs problèmes seront abordés par les auteurs arabo-musulmans : ceux de l’impact des recettes fiscales, puis du rôle des dépenses publiques et du déficit public.
Dès le VIIIe siècle, Al-Muqaffa (720-756/757) dénonce l’oppression fiscale dont sont victimes les paysans. L’agriculture n’est peut-être pas une source de richesse comparable au commerce maritime, mais elle n’en demeure pas moins encore le principal fondement de l’économie en ce siècle. Il est donc vital que l’État préserve cette activité de toute atteinte nuisible au développement de sa production. Abou Yoûsouf, Al-Dimashqî (en) (IXe-XIIe ?) et Miskawayh (932-1030) ne disent pas autre chose. Ce dernier décrit les multiples effets externes négatifs dus aux paysans qui abandonnent la terre et observe qu’avec la diminution du surplus agricole, le produit de l’impôt déjà en baisse ne parvient même plus au pouvoir central. De même Al-Mawardi (974-1058) recommande de ne pas tuer la matière imposable. Ibrahim ibn Ya'qub (1059-1126) préconise la nécessité d’imposer chacun selon sa capacité contributive. Ibn Khaldûn (1332-1406) plaide également dans ce sens, tout en replaçant ses observations au cœur d’un cycle des finances publiques.
Le Trésor doit prendre en charge toutes sortes de travaux publics, dit Abu Yousuf. Mais son raisonnement va plus loin : jusqu'où peut-on développer ces travaux qui finalement accroissent les recettes fiscales ? Réponse : jusqu'à ce qu'ils génèrent des externalités négatives (en langage moderne) qui feraient baisser le kharâj (l’impôt foncier). Le bon emploi des recettes fiscales, c’est également le souci d’Al-Turtûshi qui préconise de procéder à des dépenses d’intérêt collectif : « Ce qui sera prélevé, sera dépensé de telle sorte que le bénéfice qui en sera retiré retombe sur les sujets eux-mêmes. »
Que faire si le Trésor est dans la gêne ou quelque peu mal en fonds ? Plusieurs solutions existent dit Al-Mawardi y compris le déficit l’endettement public, suggérant ainsi un rejet de la charge du remboursement sur les générations futures. Contraint par les nécessités financières, Al-Mawardi présente une vision moderne des finances publiques, à deux doigts du principe du budget cyclique, c’est-à-dire de la recherche de l’équilibre budgétaire sur plusieurs années à défaut de le réaliser sur un an.
Al-Ghazâlî (1058-1111) admet la possibilité d’un emprunt public sous deux conditions : que la situation le justifie, et que les ressources de l’État en permettent le remboursement ultérieur.
Pour Ibn Khaldûn (1332-1406), l’augmentation des dépenses publiques accompagne la complexité croissante de l’État.
Ibn Khaldûn fait des dépenses publiques un rouage important du circuit économique. Du fait du poids de ses dépenses, l’État apparaît comme un acteur prépondérant sur la scène économique et sociale : l’auteur met donc l’accent sur le rôle moteur de la demande de l’État dans le circuit économique. L’argent prélevé par l’impôt doit revenir, sous une forme ou une autre, dans le circuit économique, c’est-à-dire aux consommateurs afin d’entretenir la demande privée, et par suite la production. Si la redistribution est insuffisante, elle engendre un ralentissement de l’activité économique qui réduira à son tour les recettes fiscales. Chez Ibn Khaldûn, la notion de multiplicateur keynésien n’est pas très loin.

## Cycles économiques
Platon avait décrit l’âge d’or, puis l’ère de décadence de la cité. La pensée arabo-musulmane reprendra ce thème, mais en l’approfondissant considérablement.
Dans L’histoire de Bûyides, Miskawayh (932-1030) pressentait déjà l’existence de tels cycles. Al-Bîrûnî (973-1048/1050) précisera un peu plus la notion. Les phases du cycle commenceront à être décrites, encore très sommairement, par Al-Turtûshi (1059-1126) qui distingue néanmoins très nettement les phases de prospérité et les phases de décadence. Il n’indique cependant pas explicitement les causes ni les modalités du retournement, nous privant d’une véritable analyse cyclique. L’auteur réunit les éléments nécessaires, mais ne les utilise pas pour construire une dynamique de l’évolution économique ; Ibn Khaldûn s’en chargera.
Ibn Khaldûn envisage le devenir de la civilisation dans sa totalité économique, politique, sociale et culturelle. Les cycles population-production et des finances publiques qu’il décrit sont réintégrés dans une remarquable dynamique d’ensemble.
Dans un premier temps, l’interdépendance des phénomènes donne lieu à un processus cumulatif expansionniste, composé de relations réciproques entre population et production.
L’analyse d’Ibn Khaldûn réunit tous les principaux éléments explicatifs d’une théorie de la croissance : croissance démographique, division du travail, progrès technique, gains de productivité, ainsi que la nécessité pour l’État de respecter la liberté de chacun, tant en matière de profit individuel que de propriété privée. Inversement toutefois, ces mêmes éléments peuvent engendrer un processus cumulatif à la baisse : c’est la phase de dégradation économique et politique..
Ibn Khaldûn propose même une explication très moderne du retournement qui survient au terme de la période d’expansion. La croissance engendre des effets négatifs (externalités négatives) : processus de développement déséquilibré au bénéfice des grandes cités qui attirent travailleurs et commerces au détriment des petites villes (une sorte d’effet d’agglomération à la Krugman), surpopulation relative et épidémies dans les grandes métropoles, fâcheux effets du goût du luxe (effets d’imitation, accroissement inconsidéré des dépenses somptuaires privées et publiques, déficits et endettements privés et publics). Cette croissance déséquilibrée entre les secteurs des biens de consommation et celui des investissements publics et privés, jointe à la désintégration des finances publiques, finit par précipiter la phase de décadence économique et politique, et, in fine, la chute de la dynastie au pouvoir. La théorie de la croissance et des cycles développée à la fin du XIVe siècle par Ibn Khaldûn, est à mille lieues des considérations de Platon.

## Monnaie et prix
Les auteurs arabo-musulmans ont repris l’analyse des fonctions de la monnaie de la pensée grecque, et plus précisément de celle d’Aristote. Mais leur réflexion, nourrie par l’observation des faits qu’ils cherchaient à comprendre, s’est très vite portée sur les incidences économiques et sociales de la circulation monétaire.
La mauvaise monnaie chasse la bonne
Al-Ghazâlî (1058-1111) observe et dénonce la circulation d’une monnaie contrefaite ou altérée à côté des bonnes pièces. Il rejette cette mauvaise monnaie, mais admet cependant qu'elle soit tolérée sur le marché, pour des raisons pratiques, à condition d’en informer les détenteurs. Il y a donc simultanément une circulation d’une bonne et d’une mauvaise monnaie, mais l’observation ne porte pas plus loin, de même, par exemple que celle d’Ibn Abd Al-Ra’uf. Ibn Taymiya, ainsi qu’Al-Qayyim (1292-1406), condamnent les pratiques répétées de dégradation des monnaies, ainsi que leur frappe trop importante. Il en résulte que la bonne monnaie fuit vers l’étranger, et il ne reste plus que de la mauvaise monnaie dans le pays. Al-Tilimsani (XIVe-XVe) s’élève également violemment contre ce fléau de l’époque, le faux monnayage et l’altération des monnaies. Enfin Al-Maqrîzî (1363-1442) observe et note la disparition progressive des dirhams d’argent, puis celle des dinars d’or, laissant bientôt la place à la seule monnaie de cuivre. Parmi les raisons invoquées, outre la thésaurisation, il cite les raisons commerciales, mais, la véritable cause qu’il met en avant, est la crise économique et sociale du pays (l’Égypte), et la gestion calamiteuse des finances publiques.
Al-Maqrîzî se situe donc dans la lignée d’Aristophane, Oresme, sans oublier ses devanciers arabo-musulmans, qui avaient déjà dénoncé ce phénomène. Il annonce, on ne peut plus clairement, la future loi de T. Gresham (1519-1579) « La mauvaise monnaie chasse la bonne ». Toutefois, l’analyse d’Al-Maqrîzî est plus poussée que celle d’Ibn Taymiya ou de Gresham. Comme eux, il formule un comportement de substitution entre bonne et mauvaise monnaie, mais il va en proposer une explication qui va au-delà de la simple reconnaissance d’un phénomène lié à la seule psychologie monétaire des individus. La crise politico-économique et la mauvaise gestion des finances publiques sont les vrais responsables de la fuite et de la disparition des métaux précieux, remplacés par une prolifération de monnaies de cuivre de mauvais aloi que nul ne désirait. L’explication d’Al-Maqrîzî dépasse donc la simple dimension monétaire.
Les pratiques répétées de dégradation des monnaies, ainsi que de leur frappe trop importante, amènent des auteurs comme Ibn Taymiya, à réfléchir sur les implications de cette politique. Ibn Taymiya met en évidence une relation à respecter entre masse monétaire et volume de transactions, sous peine de voir diminuer le pouvoir d'achat de la monnaie et donc de porter préjudice à la population.
Al-Maqrîzî s’interroge sur la hausse des prix qu’il observait. Il distingue deux séries de causes. Les premières sont naturelles ou extra économiques, mais les causes véritables et fondamentales sont tout autres : il s’agit de la corruption et de la concussion à tous les échelons de la société, de l’augmentation de la rente, et de l’augmentation de la circulation monétaire. La solution préconisée par l’auteur est d’en revenir à un système d’étalon or.
Al-Maqrîzî propose une première expression de la théorie quantitative de la monnaie en reliant les prix à la circulation monétaire, faisant de lui un lointain précurseur de Jean Bodin, et même de Monsieur de Malestroit. Son analyse va même beaucoup plus loin, puisqu’il s’intéresse également aux effets de l’inflation : inégalités sociales et régression économique. Avant lui, Ibn Taymiya pointait aussi du doigt la désorganisation du commerce liée à la multiplication des pièces altérées et à l’inflation. De même, Al-Tilimsani observait les trois phénomènes suivant, qu’il relie parfaitement : 1) l’intense circulation des monnaies altérées a évincé la bonne monnaie d’or ou d’argent ; 2) cette grande quantité de mauvaise monnaie provoque l’inflation ; 3) l’inflation finit par appauvrir ses victimes si on n’y prend garde. Ibn Khaldûn, quant à lui, craint tout autant l’inflation que la déflation pour leurs effets négatifs sur l’activité économique, mais n’apporte pas vraiment d’éléments novateurs sur la relation monnaie-prix.
L’examen rapide de ces trois seuls thèmes, les finances publiques, les cycles économiques et les relations monnaie-prix, montre à quel point la réflexion arabo-musulmane, surtout à partir du XIIIe siècle, pouvait parvenir à une vision englobante des phénomènes économiques et sociaux.
Ainsi, dès le IXe siècle, la pensée de l’Islam s’est approprié les savoirs abandonnés par la Grèce ou Byzance, et que personne n’avait repris. Cependant, l’Islam ne s’est pas arrêté en si bon chemin. Sous l’influence de l’évolution des structures économiques et sociales, ainsi que le poids de la religion et de la théologie, il y eut d’abord une islamisation de la pensée économique Cette islamisation n’a toutefois pas empêché la réflexion économique de se perfectionner et de s’étendre en terres musulmanes, du moins jusqu’au XVe siècle. La pensée grecque n’a pas délivré d’analyse aussi poussée et réaliste en matière de finances publiques. Elle apparaît bien fruste dans le domaine des cycles économiques et ne s’est pas vraiment exprimée sur la relation monnaie-prix. Elle n’a pas ce schéma économique général que l’on commence à discerner dans la pensée arabo-musulmane.
Ces multiples avancées dans le domaine économique illustrent à quel point il est difficile aujourd’hui de se contenter de la thèse du "grand vide" de J.A. Schumpeter, ou même de la "simple médiation" de la pensée grecque. La contribution de l’Islam à l’élaboration de la pensée économique est réelle et novatrice dans bien des domaines, mais l’Occident chrétien ne semble pas l’avoir intégrée dans sa quête de connaissance, comme il le fit pour la philosophie. La réflexion de l’Islam dans le champ économique commencera malheureusement à s’estomper à partir du XIIIe siècle, pour s’éteindre définitivement au début du XVe siècle. Le « grand sommeil » allait prendre place après ce "grand vide" qui n’avait jamais existé.